# Saahkari
Saahkari är en sjö i Finland. Den ligger i kommunen Rautavaara i landskapet Norra Savolax, i den centrala delen av landet, 400 km nordost om huvudstaden Helsingfors. Saahkari ligger 196,5 meter över havet. I omgivningarna runt Saahkari växer i huvudsak barrskog. Den är 5,9 meter djup. Arean är 68,3 hektar och strandlinjen är 5,68 kilometer lång. Sjön  ingår i Vuoksens huvudavrinningsområde. 